# Кизак (Армизонский район)
Кизак — упразднённая деревня в Армизонском районе Тюменской области России. Входила в состав Раздольского сельского поселения. В 2004 году исключена из учётных данных, в связи с прекращением существования.

## География
Деревня находится в южной части Тюменской области, в лесостепной зоне, в пределах Ишимской равнины, к юго-западу от болота Опалиха, на расстоянии примерно 14 километров (по прямой) к юго-западу от села Раздолье.
Климат резко континентальный с теплым летом и суровой холодной зимой. Годовое количество осадков — 310 мм. Средняя температура января составляет −18,2 °C, июля — +18,1 °C.

## История
До 1917 года входила в состав Нижне-Манайской волости Ишимского уезда Тюменской губернии. По данным на 1926 год выселок Зимовье Кизакское состоял из 13 хозяйств. В административном отношении входил в состав Верхне-Манайского сельсовета Емуртлинского района Ишимского округа Уральской области.

## Население
| 1989 | 2002 |
| ---- | ---- |
| 58   | ↘7   |

По данным переписи 1926 года на выселках проживало 67 человек (31 мужчина и 36 женщин), в том числе: русские составляли 100 % населения.
Согласно результатам переписи 2002 года, в национальной структуре населения русские составляли 100 %ю